# Hoover Building, Perivale, Londra

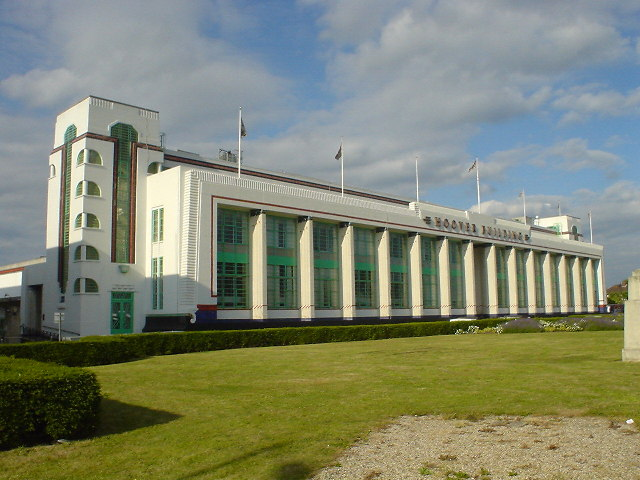
Hoover Building, Perivale, Londra

Hoover Building este o clădire cunoscută în Anglia ca The Hoover Building, sau The Hoover Factory, Perivale.  Se găsește pe Western Avenue în Perivale, în Londra de vest (West London).
Clădirea este un frumos exemplu arhitectural de Art Deco, fiind proiectată de compania Wallis, Gilbert and Partners. Este, de asemenea recunoscută dintr-un cântec, "Hoover Factory" compus de Elvis Costello.  
Clădirea a fost inițial concepută, designată și realizată pentru compania Hoover (în engleză, The Hoover Company), o companie care realiza aspiratoare.  Astăzi este un magazin de tipul supermarket aparținând companiei TESCO.  
Întrucât clădirea este una dintre cele considerate de patrimoniu în Marea Britanie, compania TESCO nu a putut face nici un fel de modificări exterioare ale structurii acesteia. 

## Conexiuni externe
- Hoover Factory, Perivale Arhivat în 16 iulie 2011, la Wayback Machine.
- Clădiri ArtDeco din Londra Arhivat în 18 mai 2006, la Wayback Machine.